# أريتاتسو أوجي
أريتاتسو أوجي (小城 得 達) ولد في 10 ديسمبر 1942 في هيروشيما، اليابان هو لاعب كرة قدم ياباني سابق.
شأرك مع فريق اليابان في دورة الألعاب الاولمبية الصيفية 1964 و1968.

## وصلات خارجية
1. ↑  "小城得達 (Aritatsu Ogi)" (باليابانية). Footballjapan.jp. Archived from the original on 2016-10-10. Retrieved 2010-10-05.
2. ↑  "Aritatsu Ogi Facts". Sports Reference. مؤرشف من الأصل في 2018-05-29. اطلع عليه بتاريخ 2009-10-26.

- أريتاتسو أوجي على موقع الاتحاد الدولي (مؤرشف)  (الإنجليزية)
- أريتاتسو أوجي على موقع قاعدة بيانات كرة القدم.إي يو (الإنجليزية)
- أريتاتسو أوجي على موقع ناشيونال فوتبول تيمز (الإنجليزية)
- أريتاتسو أوجي على موقع عالم كرة القدم.نت (الإنجليزية)
- أريتاتسو أوجي على موقع أوليمبيديا (الإنجليزية)